# Henri-Charles-Louis Deguilhem
Henri-Charles-Louis Deguilhem, né le 20 septembre 1831 à Aubenas et mort le 7 mai 1888 à Paris, est un homme politique français.

## Biographie
Propriétaire, il perdit aux élections générales de 1885, dans le département de l'Ardèche, face à Henri Chevreau. Les électeurs ayant été convoqués à nouveau, le 14 février 1886, Deguilhem fut élu. Il siégea à gauche, vota avec la majorité de la Chambre, et mourut, en 1888, dans le cours de la législature.

## Sources
- « Henri-Charles-Louis Deguilhem », dans Adolphe Robert et Gaston Cougny, Dictionnaire des parlementaires français, Edgar Bourloton, 1889-1891 [détail de l’édition]